# Stumble Guys
Stumble Guys(anteriormente conocido como Fall Buddies), es un videojuego battle royale desarrollado por el estudio finlandés Kitka Games y publicado el 24 de septiembre de 2020 por el mismo estudio.

## Jugabilidad
32 jugadores conectados en línea compiten entre sí en un estilo battle royale. Los jugadores, que pueden tener diferentes apariencias, se mueven en una dimensión tridimensional con la posibilidad de caminar y saltar: también existe la posibilidad de realizar un doble salto presionando dos veces el botón de salto.
El juego consta de 3 rondas: el objetivo es clasificarse para las rondas siguientes completando minijuegos elegidos aleatoriamente por el juego. Los minijuegos, llamados mapas dentro del juego, tienen diferentes objetivos. De los 32 jugadores iniciales en la segunda ronda quedan 16 jugadores, para luego quedar con 8 jugadores en la final. Entre estos 8 jugadores, el ganador recibe la corona.

## Personalización
Hay cuatro monedas en el juego, las fichas, las gemas, las fichas y llaves de habilidad, a través de las cuales se pueden comprar artículos cosméticos, desbloquear habilidades y mejorarlas. Las fichas se pueden obtener a partir de duplicados, es decir, recibiendo artículos cosméticos que ya se poseen. Sin embargo, ambas monedas se pueden comprar a través de ofertas de la tienda u obtenerse como recompensa. Durante colaboraciones o eventos particulares se ponen en juego otras monedas temporales, que sin embargo no reemplazan a las dos ya mencionadas.
El pase de temporada le permite al jugador canjear recompensas: algunas de ellas mediante microtransacciones (gemas) y otras de forma gratuita.
Se pueden jugar partidas públicas, conocer jugadores de todo el mundo mezclados con personajes controlados por computadora (llamados bots), torneos (pagando, por ejemplo, de 10 a 20 gemas), en los que puedes obtener varios premios, juegos personalizados (en los que se puede elegir los mapas, el número de rondas, el número máximo de jugadores e invitar amigos, la posibilidad de eliminar emotes especiales), eventos o juegos públicos particulares en los que el jugador puede obtener otros premios además de la corona clásica. Además, existe el "Stumble Workshop", con el que los jugadores pueden crear sus propios mapas colocando obstáculos, suelos y muchos otros objetos.
Hay misiones dentro del juego: al realizar ciertas acciones se pueden obtener recompensas que pueden ser utilizadas en el juego.
Las skins, es decir, los personajes con los que el usuario juega, se dividen en 7 rarezas (cada una con un color específico). Empezando por la rareza más baja, son: común (anteriormente llamado normal), poco común, raro, épico, legendario, mítico y especial . En el menú "Personalizar" el jugador puede aplicar un color de piel para el personaje, las habilidades (antes emotes especiales, 4 como máximo),los emotes, las pisadas y las animaciones de victoria.
Dentro del juego existe una sección de amigos: los usuarios registrados en esta sección (como máximo 300) pueden ser invitados a grupos. En caso de estar en partida con un amigo, el nombre de usuario de esa persona se muestra en verde.

## Mapas del juego
Todos los mapas del juego se pueden jugar en cualquiera de las tres rondas, con la excepción de los mapas de equipos que solo pueden ocurrir en la segunda ronda. El juego cuenta con más de 70 mapas divididos en cuatro mecánicas: 
- Carrera hasta la meta: El tipo de juego más básico. El jugador debe llegar a la meta lo antes posible para clasificarse o ganar.[11]
- Eliminación individual: El jugador debe sobrevivir hasta que solo quede en pie el número mínimo de jugadores establecido.[11]
- Eliminación por equipos: El jugador compite junto a un equipo para conseguir más puntos que el equipo rival y así sobrevivir.[11]
- Nivel de colección: El jugador debe recoger lo que se le pida para poder clasificarse o ganar.[11]

## Creadores de contenido
Los creadores de contenido son usuarios particulares del juego que cuentan con una serie de ventajas, como poder previsualizar actualizaciones, recibir gemas, fichas, apariencias, etc. Para ser creador de contenido se debe tener al menos 3 000 suscriptores en cualquier plataforma o red social, subir videos sobre el juego y tener al menos 18 años de edad. Cada usuario puede apoyar a un creador de contenido ingresando el código de creador en la sección correspondiente.

## Skins de YouTubers de Stumble Guys
• BabyYoda_TV (YouTuber estadounidense fecha: 2024)
• JonBTC (YouTuber español fecha: 2024)
• MangYellow (YouTuber indonesio fecha: 2024)
• Khortex (YouTuber brasileño fecha: 2024)
• Coral (YouTuber estadounidense fecha: 2025)
• Rola.ON (TikToker argentina fecha: 2025)

## Colaboraciones
A lo largo de su historia, el juego ha colaborado con varias marcas famosas, introduciendo nuevos aspectos, mapas y eventos en el juego. Las colaboraciones en la historia del juego son aquellas con Rabbids, Hot Wheels, NFL, Barbie, MrBeast, Monopoly, Los Pitufos, Bob Esponja, Tetris, Ford, Pac-Man, Masters of The Universe, Ghostbusters, Dungeons & Dragons, Tortugas Ninja, Looney Tunes, My Hero Academia y Transformers. Cada una de estas colaboraciones trajo nuevos mapas y máscaras al juego.
Y la primera colaboración del año 2025 son con "Care Bears" traducido en Latinoamérica como "Ositos cariñositos" o traducido en España como"Osos amorosos" que su fecha de llegada será en febrero tras el mes de San Valentín.
Hasta han hecho colaboración con la serie de videos humorísticos Skibidi Toilet.